# Белогородское сельское поселение
Белогоро́дское се́льское поселе́ние — упразднённое муниципальное образование в Мариинском районе Кемеровской области. Административный центр — село Белогородка.
С 1 июня 2021 года упразднено в связи с преобразованием района в Мариинский муниципальный округ.

## История
Белогородское сельское поселение образовано 17 декабря 2004 года в соответствии с Законом Кемеровской области № 104-ОЗ. 

## Население
| 2010 | 2011 | 2012 | 2013 | 2014 | 2015 | 2016 |
| ---- | ---- | ---- | ---- | ---- | ---- | ---- |
| 887  | →887 | ↘854 | ↘828 | ↘807 | ↘805 | ↘789 |
| 2017 | 2018 | 2019 | 2020 | 2021 |      |      |
| ↘788 | ↘782 | ↘759 | ↘743 | ↘456 |      |      |

Население на 1 января 2019 года: 759.

## Состав
| № | Населённый пункт | Тип населённого пункта       | Население |
| - | ---------------- | ---------------------------- | --------- |
| 1 | Белогородка      | село, административный центр | 681       |
| 2 | Николаевка 1-я   | село                         | 78        |
| 3 | Правдинка        | посёлок                      | 128       |